# Тан Йе Со
Тан Йе Со (кор. 당예서), изначальное имя Тан На (кит. упр. 唐娜) — южнокорейская спортсменка китайского происхождения, игрок в настольный теннис, бронзовый призёр Олимпийских игр.

## Биография
Тан На родилась 27 апреля 1981 года в Чанчуне провинции Гирин (КНР). В 13 лет вошла в национальную молодёжную сборную, в 1996 году выиграла молодёжный кубок КНР. С 1997 года — в национальной сборной, в 1999 году оставила сборную и вернулась на родину.
С 2000 года Тан На стала выступать за Корею. В 2006 году она вышла замуж, а в октябре 2007 года официально получила южнокорейское гражданство. В 2008 году на Олимпийских играх в Пекине она выступала уже за Республику Корея, и завоевала бронзовую медаль в составе южнокорейской сборной. В 2012 году она стала бронзовой призёркой чемпионата мира.